# Michele Mariotti
Michele Mariotti (Pesaro, 9 maggio 1979) è un direttore d'orchestra italiano.
Gli è stato conferito il 36º Premio Abbiati come Miglior direttore.

## Biografia
Si diploma in Composizione al Conservatorio Gioachino Rossini di Pesaro, dove studia anche Direzione d’orchestra nella classe di Manlio Benzi. Parallelamente, ottiene il diploma in Direzione d'orchestra anche presso l'Accademia Musicale Pescarese, sotto la guida di Donato Renzetti. Debutta nel settembre 2005 dirigendo Il barbiere di Siviglia al Teatro Verdi (Salerno).
Dirige sovente opere del repertorio italiano: Verdi (Simon Boccanegra, La traviata, Nabucco, Rigoletto, Attila ), Rossini (Il barbiere di Siviglia, Sigismondo, L'italiana in Algeri, Matilde di Shabran, La donna del lago), Donizetti (Don Pasquale), Bellini (Norma, I puritani), ma anche Mozart al Teatro comunale di Modena con Idomeneo. 
Dal 2008 al 2018 è stato prima Direttore principale e poi Direttore musicale del Teatro Comunale di Bologna. Qui ha guidato svariati concerti sinfonici e decine di produzioni operistiche. Fra queste ultime si distingue La Bohème firmata da Graham Vick, vincitrice del Premio Abbiati 2018 per la categoria Migliore spettacolo. Inoltre, sotto la sua direzione l’Orchestra e il Coro del Teatro Comunale di Bologna si sono esibiti in svariate città italiane, nonché nei teatri di Tokyo, Mosca e Parigi.
Nel 2010 dirige la prima assoluta di Risorgimento! ed Il prigioniero. Nel 2012 dirige la Sinfonia n. 7 di Beethoven in Piazza San Carlo trasmessa da Rai 5. Lo stesso anno, al Metropolitan Opera House di New York, dirige con Carmen con Anita Rachvelishvili.
Sempre nel 2012 sposa a Pesaro il soprano russo Olga Peretyatko. La coppia si separerà nel 2018 per poi divorziare ufficialmente.Successivamente ha una relazione con l'artista Hasmik Torosyan.
Nel 2016 è alla Scala con I due Foscari, con Plácido Domingo, Meli e Concetti, a Parigi con La traviata e nella Basilica di Saint-Denis la Sinfonia n. 9 (Beethoven) con Riccardo Zanellato. Nel 2019 torna alla Scala per dirigere I Masnadieri di Giuseppe Verdi, la cui rappresentazione mancava dalle stagioni scaligere dal 1978.
Dirige LES HUGUENOTS a Berlino il 23 novembre 2016 RAOUL Florez, MARGUERITE Patrizia Ciofi, Valentine Olesya Golovneva.
Dal novembre del 2022 sarà il direttore principale del Teatro dell'Opera di Roma, incarico conferito con un contratto di 4 anni.

## Discografia
- 2010 - Florez, Santo (Arie sacre) - Orchestra e Coro del Teatro Comunale di Bologna, Decca Records
- 2018 - I Lombardi alla prima crociata Orchestra e Coro Teatro Regio Torino diretto da Andrea Secchi (Dynamic – CDS7826.02)
- 2018 - Rossini overtures Orchestra del Teatro Comunale di Bologna (PentaTone – PTC 5186 719)
- Verdi: Nabucco - Michele Mariotti/Parma Teatro Regio Orchestra/Leo Nucci/Dīmītra Theodosiou/Riccardo Zanellato, C Major

## DVD & BLU-RAY
- 2007 - Verdi: Simon Boccanegra (Teatro Comunale di Bologna) - Roberto Frontali/Carmen Giannattasio/Giacomo Prestia, regia Giorgio Gallione, (Arthaus)
- 2009 - Bellini, Puritani - Mariotti/Flórez/Machaidze, (Decca Records)
- 2009 - Verdi: Nabucco (Teatro Regio di Parma) - Leo Nucci/Riccardo Zanellato/Dīmītra Theodosiou, regia Daniele Abbado, (Naxos Records)
- 2009 - Verdi: La traviata - Mariella Devia/Orchestra Filarmonica Marchigiana, (Unitel)
- 2010 - Rossini: Sigismondo (Rossini Opera Festival Pesaro) - Daniela Barcellona/Olga Peretyatko/Andrea Concetti, (Arthaus)
- 2012 - Verdi, Rigoletto - Mariotti/Lucic/Damrau/Beczala, Michael Mayer, Deutsche Grammophon
- 2013 - Rossini, Matilde di Shabran (Rossini Opera Festival 2012) - Mariotti/Florez/Peretyatko, regia Mario Martone, (Decca Records)
- 2015 - Guillaume Tell - Orchestra e Coro (direttore Andrea Faidutti) del Teatro Comunale di Bologna (Decca Records, 074 3871)